# 島根県農業協同組合
島根県農業協同組合（しまねけんのうぎょうきょうどうくみあい、英称：JA Shimane ）は、島根県松江市殿町に本店を置く、島根県全域を事業区域とする農業協同組合（JA）。愛称はJAしまね。

## 概要
2015年3月1日に島根県内の11の農業協同組合（いずも、斐川町、雲南、やすぎ、くにびき、石見銀山、西いわみ、島根おおち、いわみ中央、隠岐、隠岐どうぜん）が統合して誕生。翌月には、全国組織であるJA全農島根県本部の一部事業譲渡を受けた（包括承継は2015年の統合時点で未成）。
存続法人および継承した統一金融機関コードはいずも農業協同組合のものだが、本店は島根県信用農業協同組合連合会本所と同一地に新設する形を取った。奈良、沖縄、香川の3県に次いで全県単一JAを実現し、約23万人の組合員数は全国のJAで最大となる（ただし、信連を含めた一本化という点では香川ではなされておらず、島根も上述の通りJA全農島根県本部の包括承継は行われていない）。
前身のJAから継承する形で、出雲市、安来市、邑南町、吉賀町から指定金融機関を受ける。
2022年7月に、肥育事業からの撤退を決定。周辺自治体の首長から対策を要望されている。

## 沿革
- 2015年
  - 3月1日 - いずも農業協同組合を存続法人として島根県内所在のすべての農業協同組合が合併し、島根県農業協同組合が発足。本店は、松江市の島根JAビル内に新設の形で設置し、出雲市に所在した従来の本店は島根県農業協同組合の出雲地区本部（信用事業の口座店名称は出雲支店）となった。
  - 4月1日 - 全国農業協同組合連合会島根県本部より一部事業を譲受。
  - 8月1日 - 島根県信用農業協同組合連合会の一部事業を各地区本部が包括継承。
  - 11月1日 - 島根県信用農業協同組合連合会の事業を本店が包括継承。
- 2019年
  - 12月1日 - 信連を除く農業協同組合としては全国初となる、日本銀行歳入復代理店に指定される。これにより、各支店窓口での国庫金の納付が即日対応となった。
- 2022年
  - 7月8日 -和牛の肥育事業からの撤退を決定したことについて、美郷町、邑南町、川本町の町長らがJAしまね島根おおち地区本部へ要望書を提出。[2]

## 拠点
- 本店 - 島根県松江市殿町19-1 島根JAビル（合併時に信用事業の口座店も新規設置し、本店を名乗っている）
- 出雲地区本部 - 島根県出雲市今市町106-1(信用事業の旧本店の口座店名は出雲支店)
  - 管区：出雲市旧出雲市・旧平田市・旧佐田町・旧多伎町・旧湖陵町・旧大社町
- 斐川地区本部 - 島根県出雲市斐川町荘原2172-3(信用事業の旧本所の口座店名は斐川支店)
  - 管区：出雲市旧斐川町
- 雲南地区本部 - 島根県雲南市木次町里方1088-6 (信用事業の旧本店の口座店名は雲南支店)
  - 管区：雲南市、飯石郡飯南町、仁多郡奥出雲町
- やすぎ地区本部 - 島根県安来市飯島町1205-1(信用事業の旧本所の口座店名は安来支店)
  - 管区：安来市
- くにびき地区本部 - 島根県松江市西川津町 1635-1(信用事業の旧本店の口座店名はくにびき支店。なお、合併前より、本店所在地の都市名である「松江支店」は、当地区本部管内の信用事業の支店として本店およびくにびき支店とは別途所在する。また、松江市内に島根町地区があるため、結果的に県名と同じ「島根支店」も当地区本部管内に所在する)
  - 管区：松江市
- 石見銀山地区本部 - 島根県大田市長久町長久ハ56-1(信用事業の旧本所の口座店名は石見銀山支店)
  - 管区：大田市
- 西いわみ地区本部 - 島根県益田市駅前町15-1 (信用事業の旧本所の口座店名は西いわみ支店)
  - 管区：益田市、鹿足郡津和野町、鹿足郡吉賀町
- 島根おおち地区本部 - 島根県邑智郡邑南町下田所277(信用事業の旧本所の口座店名は島根おおち支店)
  - 管区：邑智郡川本町、邑智郡美郷町、邑智郡邑南町、江津市旧桜江町
- いわみ中央地区本部 - 島根県浜田市黒川町3741(信用事業の旧本所の口座店名はいわみ中央支店)
  - 管区：浜田市、江津市旧江津市
- 隠岐地区本部 -  島根県隠岐郡隠岐の島町城北町151 (信用事業の旧本店の口座店名は隠岐支店)
  - 管区：隠岐郡隠岐の島町
- 隠岐どうぜん地区本部 - 島根県隠岐郡西ノ島町美田2148-2(信用事業の旧本所の口座店名は西ノ島支店)
  - 管区：隠岐郡海士町、隠岐郡西ノ島町、隠岐郡知夫村